# Венява-Длугошовский, Болеслав
Болеслав Игнаций Флориан Венява-Длугошовский (пол. Bolesław Ignacy Florian Wieniawa-Długoszowski; 22 июля 1881, Максимовка, Австрийская империя, ныне территория Украины — 1 июля 1942, Нью-Йорк, США) — польский генерал, дипломат, политик и поэт; президент Польши в изгнании (25 сентября 1939 года — 30 сентября 1939 года).

## Жизнь доПервой мировой войны
Родился 22 июля 1881 года в Максимовке, имении его родителей-дворян Болеслава Длугошовского и Жозефины Стручкевич. Детство провёл в Бобове — другом семейном имении. Болеслав был одним из лучших учеников львовской гимназии. Затем он учился в школе города Новы-Сонч, где в 1900 году сдал выпускные экзамены. Изучал медицину в университете имени Яна Казимира во Львове (ныне Львовский национальный университет имени Ивана Франко).
После учёбы переехал в Берлин, обучался в Берлинской академии искусств. Позже работал частным доктором в Париже, считался одним из лучших. В 1911 году при участии Венявы-Длугошовского было основано Товарищество польских художников (’’Towarzystwo Artystów Polskich’’). Он также вступил в Союз стрелков, где познакомился с Юзефом Пилсудским.

## 1914—1939
В 1914 году переехал в Краков, воевал на стороне Австро-Венгрии. В августе 1915 года, будучи лейтенантом, переехал в занятую германскими войсками Варшаву и стал адъютантом Пилсудского. В 1918 году Венява-Длугошовский был арестован ЧК во время дипломатической миссии в России как член Польской организации войсковой и освобождён через несколько месяцев.
Помогал в проведении Виленской операции и битвы под Варшавой. После войны неоднократно награждался.
1921 год — польский военный атташе в Румынии. Способствовал подписанию польско-румынского соглашения 1922 года.
1926 год — окончил Высшую военную школу Польши. Один из организаторов майского переворота.
1931—1932 — командующий первой, иногда второй кавалерийской дивизией.
1931 — генерал бригады.
1932—1938 — командующий второй кавалерийской дивизией.
1938 — генерал дивизии.
1938—1940 — польский посол в Италии.

## Президентство
25 сентября 1939 года Игнаций Мосцицкий назначил Веняву-Длугошовского президентом Польши, но его кандидатура была отвергнута Францией и Великобританией. Следующим президентом стал Владислав Рачкевич. Венява-Длугошовский эмигрировал во Францию, затем в Лиссабон и в Нью-Йорк.

## Смерть
Венява-Длугошовский стал посланником Польши на Кубе, но вскоре покончил с собой в Нью-Йорке, спрыгнув с пятого этажа.
В 1990 году останки генерала Болеслава Венява-Длугошовского были перевезены в Польшу и перезахоронены на воинском кладбище № 388 в Кракове.

## Семья
Жена (с 1919 года) — Бронислава Зельмановна Клячкина (1886—1953). В первом браке была замужем за адвокатом Леоном Беренсоном, с которым рассталась в Петрограде, когда он выступал защитником Венява-Длугошовского.